# Buseto Palizzolo
Buseto Palizzolo est une commune italienne de la province de Trapani, dans la région Sicile.

## Administration
| Période                                  | Période | Identité   | Étiquette | Qualité |
| ---------------------------------------- | ------- | ---------- | --------- | ------- |
| 2003                                     |         | Mario Poma |           |         |
| Les données manquantes sont à compléter. |         |            |           |         |

### Communes limitrophes
Calatafimi-Segesta, Castellammare del Golfo, Custonaci, Erice, Trapani, Valderice